# Alicja Stradomska
Alicja Stradomska z domu Czerwień (ur. 22 października 1955 w Sandomierzu) – polska polityk, nauczyciel, senator V kadencji.

## Życiorys
Ukończyła studia na Wydziale Matematyczno-Przyrodniczym (kierunek geografia) Wyższej Szkoły Pedagogicznej w Kielcach. Pracowała jako nauczycielka w VIII Liceum Ogólnokształcącym w Kielcach. Działa w Związku Nauczycielstwa Polskiego, była sekretarzem i prezesem zarządu oddziału ZNP w Kielcach.
Członek Sojuszu Lewicy Demokratycznej, była radną rady miejskiej w Kielcach, w której przewodniczyła Komisji Oświaty i Nauki Rady Miejskiej. W latach 2001–2005 zasiadała w Senacie (wybrana w okręgu kieleckim), pełniła funkcję sekretarza izby, uczestniczyła w pracach Komisji Nauki, Edukacji i Sportu oraz Komisji Polityki Społecznej i Zdrowia.
W 2005 bez powodzenia ubiegała się o reelekcję, rok później bezskutecznie kandydowała do rady miasta.
Zamężna, ma dwoje dzieci (syna Grzegorza i córkę Joannę).
W 2000, za zasługi w działalności społecznej w Demokratycznej Unii Kobiet, otrzymała Srebrny Krzyż Zasługi.